# Elisa Lewis
Elisa Lewis est une chercheuse, et essayiste française spécialisée dans les recherches sur la démocratie participative et les innovations démocratiques.

## Eléments biographiques
Née vers 1990, elle est étudiante à Sciences Po Lille, et à l'université du Kent, et s'intéresse aux mouvements citoyens des années 2010 comme les Indignés espagnols ou les « Aganaktismeni » citoyens « en colère » d’Athènes en 2011. Elle est membre du collectif Démocratie Ouverte, qui développe et accompagne des innovations démocratiques. 
Les élections européennes de 2014 étant marquées par une abstention de 56 % du corps électoral alors que le FN se revendique « premier parti de France », elle décide de partir, avec Romain Slitine, à la recherche des « défricheurs de la démocratie ». Durant deux ans, ils rencontrent des militants dans de nombreux pays, observant notamment Occupy Wall Street, les débats de Podemos, ou en Argentine la plate-forme DemocracyOS destinée à impliquer les citoyens dans l’écriture des lois. Ces échanges donnent la matière au livre Le Coup d’Etat Citoyen publié en 2016.
Après la victoire de Benoît Hamon à la primaire citoyenne de 2017, elle devient avec Romain Slitine responsable « conseil citoyen » pour sa campagne présidentielle,
. Benoît Hamon lance officiellement l'appel à candidature à son conseil citoyen le 21 février à Blois. Quarante candidats sont tirés au sort pour formuler des mesures.
Depuis 2018, elle est engagée dans le projet Territoires Zéro Chômeurs de Longue Durée initié par ATD Quart monde, en tant que directrice de 13Avenir, une Entreprise à But d'Emploi d'un des dix territoires expérimentaux lancés en 2017.

## Publications
- Elisa Lewis et Romain Slitine, Le Coup d'Etat citoyen : Ces initiatives qui réinventent la démocratie, Paris, La Découverte, 2016, 143 p. (ISBN 978-2-7071-9243-1, lire en ligne)